# サッカーセボルガ代表
サッカーセボルガ代表（サッカーセボルガだいひょう、英語: Seborga national football team）はイタリア北西部のセボルガにある自称独立国（ミクロネーション）、セボルガ公国のサッカーのナショナルチーム。FIFA及び、UEFAに加盟していないため、ワールドカップ、UEFA欧州選手権に参加できない。
2014年6月6日にセボルガ公国サッカー協会（英語: The Football Federation of the Principality of Seborga (FCPS)）がセボルガオリンピック委員会（英語: the Olimpic National Committee of the Principality of Seborga (CONS-P)）の援助を受けて設立され、同時に代表チームも結成された。そしてNF-Boardにも暫定会員として2014年6月中に加盟した。
2014年8月10日にオスペダレッティ（イタリア・リグーリア州インペリア県）で、シーランドと初の国際マッチを行った。代表チームは大半を地元のASDオスペダレッティ（ASD Ospedaletti）から選抜して試合に挑んだが、2-3で敗れた。2015年5月9日にクラブチームのベルガモ・ロングエロ（SSD Bergamo Longuelo）と試合を行い、2-0で勝利している。セボルガ公国の人口が300人余り（2015年現在）と非常に少数のため、クラブチームや同じミクロネーション中心の試合となっている。
ユニフォームのスポンサーは地元イタリアのメーカー・FOOTEXである。